# Махмудие Маршъ
Махмудие Маршъ (на турски: Mahmudiye Marşı) е националният химн на Османската империя по време на управлението на Абдул Меджид I и Абдул Меджид II. За всеки султан от Османската империя има различни химни. Ференц Лист посещава имперската столица и композира парафраза на този марш, наречен Op. 87 Grande Paraphrase de la Marche de J. Donizetti. Доницети има друг марш, Büyük Askerî Marş, известен също като Великия марш на Меджидие, композиран за Абдул Меджид I през същия период. Доницети споменава, че Лист се е наслаждавал на двата императорски марша и взима нотите от него, за да ги изсвири като различни вариации.
Химнът е въведен през 1839 г. и се изпълнява до 1 юли 1839 г. (смъртта на Махмуд II). По-късно отново става химн от 1918 г. до 1 ноември 1922 г., когато империята се разпада. Музиката е композирана от Джузепе Доницети.